# Ludwig Lange (physicien)
Pour les articles homonymes, voir Ludwig Lange et Lange.
 (septembre 2010).
Si vous disposez d'ouvrages ou d'articles de référence ou si vous connaissez des sites web de qualité traitant du thème abordé ici, merci de compléter l'article en donnant les références utiles à sa vérifiabilité et en les liant à la section « Notes et références ».
Ludwig Lange (né le 21 juin 1863 à Giessen †- mort le 12 juillet 1936 à Weinsberg) est un physicien allemand.

## Biographie
Il a étudié les mathématiques et la physique, mais aussi la psychologie, l’épistémologie et l’éthique, aux universités de Leipzig et de Giessen entre 1882 et 1885.
Lange est connu pour avoir inventé en 1885 des termes utilisés pour parler du référentiel galiléen (« inertial frame of reference ») et du temps d’inertie (« inertial time »), en remplacement du concept d’« espace et de temps absolus » d’Isaac Newton. DiSalle décrit a définition de Lange ainsi :

« un système tel que par rapport à lui, si l'on projette trois points, non alignés, simultanément du même point d'espace, et qu'on les laisse alors immédiatement libres, et si leurs trajectoires sont décrites uniformément et convergent, alors ces trajectoires sont toutes trois rectilignes. La loi d'inertie affirme alors que, relativement à tout système inertiel, toute quatrième particule se déplacera uniformément. »

### Citations originales
1. ↑  (en) « An inertial system is a coordinate system with respect to which three free particles, projected from a single point and moving in non-coplanar directions, move in straight lines and travel mutually-proportional distances. The law of inertia then states that relative to any inertial system, any fourth free particle will move uniformly. »